# Лайпанов, Амин Рассулович
Амин Рассулович Лайпанов (17 ноября 1983) — российский борец греко-римского стиля, серебряный призёр чемпионата России 2009 года в категории 120 кг.
На прошедшем в июне 2009 года в Краснодаре чемпионате России по греко-римской борьбе карачаевский борец Амин Лайпанов, выступающий за Красноярск, стал серебряным призёром в категории 120 кг. В финале Амин проиграл борцу из Омска Антону Ботеву. С этим результатом Амин Лайпанов вошел в национальную сборную страны.
с 2015 года занимается тренерской деятельностью. 
Семейное положение-женат.